# Hypsipages dives
Hypsipages dives är en insektsart som beskrevs av Gerstaecker 1889. Hypsipages dives ingår i släktet Hypsipages och familjen gräshoppor. Inga underarter finns listade i Catalogue of Life.